# Okres Gali
Okres Gali je nižší územně-správní celek Abcházie, na severozápadě sousedící s okresem Očamčyra, na severu s okresem Tkvarčeli, z jihovýchodu s Gruzií a ze západu je omýván Černým mořem. Okresním městem je Gali (7 605 obyvatel). Jako správní jednotka je uznáván jak abchazskou separatistickou vládou, tak centrální gruzínskou vládou v Tbilisi, ovšem s jiným územním rozsahem (roku 1994 byl z části okresu vytvořen okres Tkvarčeli, který tbiliská vláda neuznává).

## Seznam představitelů okresu Gali
V čele okresní rady stáli:
| Pořadí      | Jméno             | Od                 | Do                |
| 1.          | Važa Zarandija    | prosinec 1993      | duben 1994        |
| 2.          | Ruslan Kišmarija  | květen 1994        | 1997              |
| 3.          | Valerij Lomija    | 1997               | 1998              |
| 4.          | Ruslan Kišmarija  | 1998               | březen 2004       |
| 5.          | Jurij Kvekveskiri | březen 2004        | 23. květen 2007   |
| 6.          | Beslan Aršba      | 23. květen 2007    | 2. červen 2014    |
| (úřadující) | Vachtang Maan     | 2. červen 2014     | 11. listopad 2014 |
| 7.          | Temur Nadaraja    | 11. listopadu 2014 | 5. prosince 2019  |
| (úřadující) | Omar Bganba       | 5. prosince 2019   | 24. července 2020 |
| 8.          | Konstantin Pilija | 24. července 2020  | dosud             |

## Demografie
V roce 1989 zde žilo 79 688 obyvatel (počítá se do toho i část Tkvarčelského okresu) z nichž 93,8 % byli Gruzínci. Po válce v letech 1992–1993 došlo k odchodu většiny obyvatel, ale na rozdíl od ostatních regionů Abcházie si zde Gruzínci zachovali drtivou převahu, dokonce se jejich poměr vůči ostatním národům zvedl 98,2 % v roce 2011.
| Rok  | Počet obyvatel | z toho %  | z toho % | z toho % | z toho % | z toho % | z toho %  |
| ---- | -------------- | --------- | -------- | -------- | -------- | -------- | --------- |
| Rok  | Počet obyvatel | Abchazové | Arméni   | Gruzíni  | Rusové   | Řekové   | Ukrajinci |
| 1989 | 79 688         | 0,8       | 0,7      | 93,8     | 3,1      | 0,3      | 0,8       |
| 2003 | 29 287         | 0,4       | 0,1      | 98,7     | 0,5      | 0,1      | 0,1       |
| 2011 | 30 356         | 0,7       | 0,1      | 98,2     | 0,6      | 0,1      | 0,1       |

## Seznam měst a obcí

### Města
- Gali - okresní město

### Obecní centra
- Alakumhara
- Čuburchindž
- Dichazurga
- Dolní Bargjap
- Druhá Otobaja
- Gagida
- Ganachleba
- Horní Bargjap
- Machundžra
- Nabakia
- Papynyrchva
- Pičora
- Primorsk
- První Otobaja
- Riap
- Sida
- Šašikvara
- Taglan